# Jean de Saint-Chamond
Jean de Saint-Chamond  (mort à Aigues-Mortes le 25 juin 1578) fut archevêque d'Aix-en-Provence de 1551 à 1566 avant de passer à la Réforme protestante.

## Biographie
Jean de Saint-Chamond est le fils de Jean de Saint-Priest, seigneur de Saint-Chamond et de Jeanne de La Tour en Forez. On ignore sa carrière antérieure mais il obtient en 1551, a priori sans vocation, l'archevêché d'Aix-en-Provence. 
Il devient progressivement un adepte de la réforme protestante en suivant les enseignements de Jean Calvin. Il est dénoncé au pape Pie V aux côtés d'autres évêques français comme Jean de Saint-Gelais, évêque d'Uzès, Jean de Monluc, évêque de Valence, Claude Regin, évêque d'Oloron, Louis d'Albret, évêque de Lescar, Charles Guillart, évêque de Chartres et Antoine Caraccioli, évêque de Troyes. Le souverain pontife prononce la déchéance de plusieurs d'entre eux et la suspension des autres.  
En décembre 1566, Jean de Saint-Chamond monte en chaire revêtu de ses vêtements sacerdotaux et prononce une violente diatribe contre l'Église catholique et la papauté. Avant de descendre de la chaire, il déchire sa mitre et jette sa crosse épiscopale en déclarant qu'il abdique l'archevêché. Le chapitre de chanoines élit comme vicaire général le théologal de la cathédrale, Pierre Matal, et reçoit en octobre suivant les félicitations du Pape. Le 26 mars 1567, le roi nomme depuis Fontainebleau Laurent Strozzi comme nouvel archevêque d'Aix-en-Provence. 
Après sa spectaculaire apostasie, Jean de Saint-Chamond épouse en 1567 une protestante, Claude de Fay, dame de Saint-Romain depuis la mort de ses frères. Par la suite, l'ex-archevêque se fait appeler indifféremment de Saint-Chamond ou de Saint-Romain. Il dirige une troupes de calvinistes et assiège diverses places dont Aigues-Mortes, qu'il prend et dont il devient gouverneur. Il y meurt de maladie le 25 juin 1578.